# 六三四Musashi
六三四Musashi（むさし）は、1991年から活動している、日本の伝統楽器と、ギターやベース等の楽器で演奏する器楽曲中心のロックバンド。

## 概要
「六三四」の名は、「六」はギター、「三」は津軽三味線、「四」はベースの弦の数が由来。
六三四Project名義で、テレビ東京系アニメ『NARUTO -ナルト-』の音楽を担当（増田俊郎と共作）。
和風総本家など日本の文化を扱う番組のBGMに、よく使用されている。
1998年リリースのアルバム『Far East Groove』に収録されている「鳳凰」は、K-1 JAPANのテーマ曲として使用された。
近年はメンバー個々の活動が主となっており、バンドとしての活動は休止状態が続いている（バンドというよりは、ソロ又はユニット的活動となっている）。
2023年7月2日に「六三四Project」名義で一夜限りのライブを行うことを発表。飯塚昌明の代理として、飯塚と高梨の弟子である藤澤健至がギター演奏を務めた。
2024年6月28日も「武蔵Project」名義でライブが開催された。ギター演奏は再び藤澤健至が、和太鼓演奏は和楽器バンドの黒流が務める。

## メンバー
- 小針克之助（プロデューサー）（元ギター、ヴォーカル）（元竜童組）（2009年逝去）
- 飯塚昌明（ギター）
- 瀧田イサム（6弦ベース）
- 西元（津軽三味線）
- 大塚宝（和太鼓、ヴォーカル）
- き乃はち（旧名：佐藤康夫）（尺八、能管、横笛、ヴォーカル）
- 高梨康治（キーボード）
- 宮内健樹（ドラム）

## 過去のメンバー
- 浅井真一（ベース、ギター、シンセサイザー）
- 木下伸市（津軽三味線）
- 上妻宏光（津軽三味線、ヴォーカル）
- 茂戸藤浩司（和太鼓、ヴォーカル、チャンチキ、チャッパ）
- 松浦金時（ドラム、ヴォーカル）
- 川嶋一久（ベース、ヴォーカル）
- 佐藤英史（尺八、しの笛、能管／き乃はちの実兄）
- 遠山裕（キーボード）

## ディスコグラフィー
- 1992年 MUSASHI
- 1998年 Far East Groove
- 2000年 大和YAMATO
- 2001年 六三四with宇崎竜童
- 2002年 宮本武蔵→ワオ・コーポレーション
- 2003年 「NARUTO -ナルト-」オリジナル・サウンドトラック[3]
- 2004年 「NARUTO -ナルト-」オリジナル・サウンドトラックII[4]
- 2005年 「NARUTO -ナルト-」オリジナル・サウンドトラックIII[5]
- 2005年 劇場版 NARUTO-ナルト- 大激突! 幻の地底遺跡だってばよ オリジナルサウンドトラック[6]

## その他のディスコグラフィー
- 1996年 忍者のラストアルバム『Hi La Ri』プロデュース/演奏
- 1997年 みちのくプロレス大全集
  - 3曲目「YAMATO組曲part4」、9曲目「キャ・カ・ラ・バ・ア（空・風・火・水・地）」（YAMATO組曲part1の改題）の演奏に上妻宏光（MUSASHI）（三味線、ヴォーカル）、佐藤英史（MUSASHI）（尺八）として参加。
- 1997年 寺沢武一「Black Knight BAT」テーマ曲の挿入歌を担当。作詞：寺沢武一、演奏：六三四、歌：臼井香世子
- 1998年 くノ一忍法帖 柳生外伝 - TBSテレビ「SASUKE」クリアテーマ

## 劇伴
いずれも六三四プロジェクト名義かつ増田俊郎と共作。

### アニメ
- 2002年 - 2007年 NARUTO -ナルト-
- 2007年 - 2015年 NARUTO -ナルト- 疾風伝（第1話、第257話 - 第260話、第307話、第309話・第310話、第313話 - 第315話）（NARUTO -ナルト-の楽曲流用、原曲作曲）

### 映画
- 2004年 劇場版 NARUTO -ナルト- 大活劇!雪姫忍法帖だってばよ!!
- 2005年 劇場版 NARUTO -ナルト- 大激突!幻の地底遺跡だってばよ
- 2006年 劇場版 NARUTO -ナルト- 大興奮!みかづき島のアニマル騒動だってばよ

## 関連人物
- 宇崎竜童
- 竜童組